# Gatria
Gatria ist der Eigenname des Sterns γ Trianguli Australis. Der Name ist ein Kunstwort aus der Benennung des Sterns Gamma Trianguli Australis. Gatria gehört der Spektralklasse A0 an und besitzt eine Helligkeit von +3,1 mag. Gatria ist ca. 183 Lichtjahre von der Erde entfernt.
Koordinaten (Äquinoktium 2000)
- Rektaszension: 15h14m10s
- Deklination: −68°30'0"